# Miličín
Miličín – miasto w Czechach, w powiecie Benešov, w kraju środkowoczeskim.
28 stycznia 2022 roku gmina Miličín została przywrócona do rangi miasta.
Według danych z 1 stycznia 2024, liczba mieszkańców miasta wynosi 866 osób (1780. miejsce w kraju wśród miejscowości; 587. miejsce wśród miast).

## Demografia
| Rok             | 2008 | 2016 | 2024 |
| --------------- | ---- | ---- | ---- |
| Liczba ludności | 857  | 842  | 866  |